# Kościół św. Wojciecha Biskupa Męczennika w Zbrachlinie
Kościół świętego Wojciecha Biskupa Męczennika w Zbrachlinie – rzymskokatolicki kościół parafialny należący do parafii pod tym samym wezwaniem (dekanat nieszawski diecezji włocławskiej).
Budowa świątyni została rozpoczęta w 1889 roku, dzięki staraniom proboszcza w Zbrachlinie, księdza wojciecha Chawakiewicza. W 1899 roku dzięki dużym środkom materialnym i sporemu wysiłkowi mieszkańców parafii, zakończono stawianie murów świątyni. W roku następnym, czyli w 1900 roku wylano posadzkę w kościele. Ostatecznie budowa kościoła została zakończona, dzięki staraniom księdza proboszcza Emmanuela Moderskiego, 
konsekracją, której przewodniczył biskup kujawsko-kaliski Stanisław Zdzitowiecki w 1909 roku. Świątynia otrzymała wówczas wezwanie Świętego Wojciecha Biskupa i Męczennika. Poprzednie wezwanie, czyli świętego Jakuba Większego Apostoła zostało pominięte. W okresie dwudziestolecia międzywojennego, podczas urzędowania księdza proboszcza Stefana Downara wykonano drobne prace wykończeniowe i upiększające w kościele.